# Treron grubodzioby
Treron grubodzioby (Treron curvirostra) – gatunek średniej wielkości ptaka z rodziny gołębiowatych (Columbidae). Występuje u podnóży Himalajów (do 1500 m n.p.m.) oraz w Azji Południowo-Wschodniej. Nie jest zagrożony wyginięciem.

## Taksonomia
Po raz pierwszy zgodnie z zasadami nazewnictwa binominalnego gatunek ten opisał Johann Friedrich Gmelin w 1789 w 13. edycji Systema Naturae. Holotyp według niego pochodził z Vanuatu, jednak była to pomyłka i pochodził z Rawang w Malezji. Autor nadał nowemu gatunkowi nazwę Columba curvirostra. Już wcześniej treron grubodzioby został opisany przez Johna Lathama, który jednak wymienił go tylko pod anglojęzyczną nazwą zwyczajową Hookbilled Pigeon. Do opisu Lathama dołączona była tablica barwna. Obecnie (2022) Międzynarodowy Komitet Ornitologiczny (IOC) umieszcza trerona grubodziobego w rodzaju Treron, podobnie jak i inne autorytety.
Sporna jest liczba podgatunków. IOC uznaje ich 9, podobnie jak autorzy Howard and Moore Complete Checklist... (2014). Na Clements Checklist of Birds of the World (sierpień 2021) znalazły się tylko 2 podgatunki – podgatunek nominatywny oraz treron samotny, T. c. hypothapsinus. Autorzy listy ptaków świata opracowywanej we współpracy BirdLife International z autorami HBW (6. wersja online: grudzień 2021) uznają trerona grubodziobego za gatunek monotypowy. Ich zdaniem podgatunki wyodrębnione były na podstawie drobnych różnic o wątpliwym znaczeniu.

### Filogeneza
Treron grubodzioby był jednym z dwóch pierwszych gatunków treronów, których genom mitochondrialny w pełni zsekwencjonowano. Wyniki badania ukazały się 2 czerwca 2021. Mimo stwierdzenia, że to pierwsza pełna sekwencja mtDNA dla rodzaju, autorzy rozminęli się o niecałe pół roku z innym zespołem, który 13 stycznia 2021 opublikował rezultaty swoich badań nad treronem klinosternym (T. sphenurus) – również twierdząc, że to pierwszy w pełni poznany genom mitochondrialny trerona. Kilka lat wcześniej trerona grubodziobego w badaniach filogenetycznych uwzględnili Price i inni (2014). Dotyczyły różnicowania się gatunków himalajskich ptaków, stąd brano pod uwagę tylko część gatunków treronów. Linia rozwojowa trerona grubodziobego oddzieliła się około 14,6 mln lat temu. Jego pozycję w obrębie części rodzaju przedstawia poniższy kladogram:
|  | T. bicinctus      |
|  |                   |
|  | T. phoenicopterus |
|  |                   |

|  | T. sphenurus |
|  |              |
|  | T. apicauda  |
|  |              |

|  | T. bicinctus      |
|  |                   |
|  | T. phoenicopterus |
|  |                   |

|  | T. sphenurus |
|  |              |
|  | T. apicauda  |
|  |              |

|  | T. bicinctus      |
|  |                   |
|  | T. phoenicopterus |
|  |                   |

|  | T. sphenurus |
|  |              |
|  | T. apicauda  |
|  |              |

|  | T. bicinctus      |
|  |                   |
|  | T. phoenicopterus |
|  |                   |

|  | T. sphenurus |
|  |              |
|  | T. apicauda  |
|  |              |

|  | T. bicinctus      |
|  |                   |
|  | T. phoenicopterus |
|  |                   |

|  | T. sphenurus |
|  |              |
|  | T. apicauda  |
|  |              |

|  | T. bicinctus      |
|  |                   |
|  | T. phoenicopterus |
|  |                   |

|  | T. sphenurus |
|  |              |
|  | T. apicauda  |
|  |              |

|  | T. bicinctus      |
|  |                   |
|  | T. phoenicopterus |
|  |                   |

|  | T. sphenurus |
|  |              |
|  | T. apicauda  |
|  |              |

|  | T. bicinctus      |
|  |                   |
|  | T. phoenicopterus |
|  |                   |

|  | T. sphenurus |
|  |              |
|  | T. apicauda  |
|  |              |

Genom mitochondrialny trerona grubodziobego jest nieco krótszy od mitogenomu trerona klinosternego. Obydwa zespoły badaczy za najbliższy do analizowanego mitogenomu uznały ten należący do garlicy maoryskiej (Hemiphaga novaeseelandiae), co ma sugerować bliskie pokrewieństwo między rodzajami Hemiphaga i Treron oraz potrzebę dalszych badań. Porównanie mitogenomów dwóch treronów przedstawia poniższa tabela.
| Gatunek        | Długość genomu mitochondrialnego (bp) | %     | %     | %     | %     | Liczba genów i część genomu (%), jaką tworzą | Liczba genów i część genomu (%), jaką tworzą | Liczba genów i część genomu (%), jaką tworzą | Liczba genów i część genomu (%), jaką tworzą | Liczba genów i część genomu (%), jaką tworzą | Liczba genów i część genomu (%), jaką tworzą | Liczba genów i część genomu (%), jaką tworzą | Pętla D i % całego mitogenomu | Pętla D i % całego mitogenomu | Źródło |
| Gatunek        | Długość genomu mitochondrialnego (bp) | A     | G     | T     | C     | ogółem                                       | kodujące białka                              | %                                            | kodujące tRNA                                | %                                            | kodujące rRNA                                | %                                            | Pętla D i % całego mitogenomu | Pętla D i % całego mitogenomu | Źródło |
| -------------- | ------------------------------------- | ----- | ----- | ----- | ----- | -------------------------------------------- | -------------------------------------------- | -------------------------------------------- | -------------------------------------------- | -------------------------------------------- | -------------------------------------------- | -------------------------------------------- | ----------------------------- | ----------------------------- | ------ |
| T. curvirostra | 17 414                                | 30,32 | 13,61 | 24,83 | 31,24 | 37                                           | 13                                           | 65,38                                        | 22                                           | 8,80                                         | 2                                            | 14,71                                        | 1                             | 10,69                         | [ 11 ] |
| T. sphenurus   | 18 919                                | 31,06 | 12,90 | 24,25 | 31,79 | 37                                           | 13                                           | 60,24                                        | 22                                           | 8,16                                         | 2                                            | 13,49                                        | 1                             | 17,90                         | [ 12 ] |

## Morfologia
Długość ciała wynosi 24–31 cm, masa ciała – 112–186 g. Wymiary szczegółowe podane w milimetrach przedstawia poniższa tabela.
| Podgatunek          | Płeć   | Dł. skrzydła | Dł. dzioba | Dł. ogona | Dł. skoku |
| ------------------- | ------ | ------------ | ---------- | --------- | --------- |
| —                   | samce  | 146–157      | 16–18      | 74–83     | 19–23     |
| —                   | samice | 141–156      | 16–18      | 74–83     | 19–23     |
| T. c. hainanus      | —      | 140–157      | 15–17      | —         | —         |
| T. c. curvirostrus  | —      | 129–141      | —          | —         | —         |
| T. c. hypothapsinus | —      | 141–156      | —          | —         | —         |
| T. c. smicrus       | —      | 138–148      | —          | —         | —         |
| T. c. pegus         | —      | 134–144      | —          | —         | —         |
| T. c. haliplous     | —      | 145–151      | —          | —         | —         |

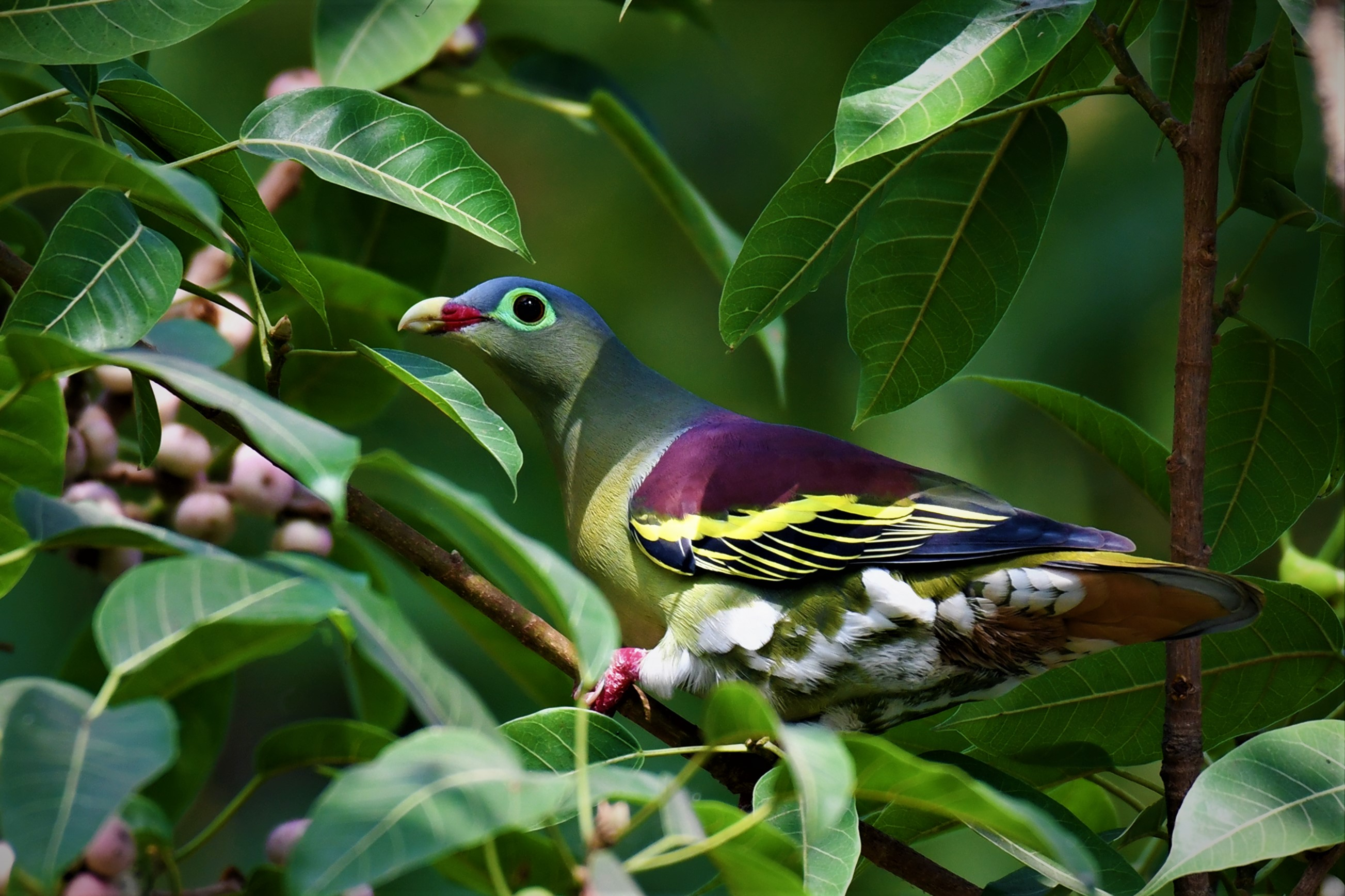
Samiec przy zbiorniku Rabindra Sarobar, południowa Kolkata

Czoło i ciemię są szaroniebieskie. Przód głowy, gardło, szyja, spód ciała, kuper oraz środkowe sterówki mają barwę zieloną, na piersi, kuprze i sterówkach w złocistym odcieniu, a z tyłu szyi i na brzuchu – bardziej szarą. Boki, pióra na skoku i co krótsze pokrywy podogonowe ciemnozielone z szerokimi białymi końcówkami, które układają się w białe plamkowanie. U samic są one zielono-białe, czasami z kasztanowym nalotem. Dłuższe pokrywy podogonowe jasnokasztanowe. Płaszcz oraz pokrywy skrzydłowe mniejsze fioletowawokasztanowe u samców, a ciemnozielone lub oliwkowozielone u samic. Pozostała część skrzydła ciemnozielona lub czarna z szerokimi żółtymi krawędziami na większości piór, które na złożonym skrzydle tworzą wyraźne żółte paski. Sterówki oprócz środkowej pary są ciemnoszare u nasady, jasnoszare na końcu, a przez środek przebiega czarny pas. Naga skóra wokół oka jaskrawozielona lub niebieskozielona. Dziób jasnozielony, żółtawy lub białawy, z czerwoną plamą u nasady po bokach. Nogi i stopy czerwone.
Osobniki młodociane upierzone są podobnie do dorosłych samic, jednak wyróżnia je bardziej matowe upierzenie i obecność żółtych krawędzi na większości pokryw.

## Zasięg występowania
Trerony grubodziobe poszczególnych podgatunków zamieszkują:
- T. c. nipalensis (Hodgson, 1836) – podnóża środkowych i wschodnich Himalajów od środkowo-zachodniego Nepalu i północno-wschodnich Indii przez wschodni Bangladesz i Mjanmę po południowy Półwysep Indochiński, dokładniej północny Półwysep Malajski
- T. c. hainanus Hartert, E & Goodson, 1918 – Hajnan (u południowo-wschodnich wybrzeży Chin)
- treron grubodzioby, T. c. curvirostra (Gmelin, 1789) – Półwysep Malajski i Sumatra
- T. c. haliplous Oberholser, 1912 – Simeulue (u północno-zachodniego wybrzeża Sumatry)
- T. c. pegus Oberholser, 1912 – Nias (u zachodniego wybrzeża Sumatry)
- T. c. smicrus Oberholser, 1912 – Sipura, Siberut i Wyspy Batu (u zachodniego wybrzeża Sumatry)
- treron samotny, T. c. hypothapsinus Oberholser, 1912 – Enggano (u południowo-zachodniego wybrzeża Sumatry)
- T. c. nasica Schlegel, 1863 – Borneo
- T. c. erimacrus Oberholser, 1924 – Balabac, Palawan i Mindoro (Filipiny)

Granica zasięgu występowania w Indiach przebiega przez stan Arunachal Pradesh na zachodzie oraz przez stany Mizoram, Manipur i Nagaland na południu. W Nepalu trerony grubodziobe odnotowano w dystrykcie Chitwan oraz w okolicy Biratnagar, Naya Belhani i Dharan. W Chinach trerony grubodziobe występują najdalej w południowej części kraju – w zachodnim Junnanie i na wyspie Hajnan.

## Ekologia i zachowanie
Trerony grubodziobe występują w różnego rodzaju lasach – zarówno tych wiecznie zielonych, jak i mieszanych (z udziałem drzew zrzucających liście), a do tego na namorzynach; mogą to być też lasy wtórne. Rzadziej od innych treronów pojawiają się na otwartej przestrzeni. Wiadomo jednak, że pojawiają się na polach uprawnych obsianych zbożem. W zachodniej części Filipin trerony grubodziobe zamieszkują suchsze lasy i zdają się unikać lasów deszczowych zamieszkiwanych przez trerony żółtodziobe (T. pompadora). Odnotowywane są od nizin do około 1500 m n.p.m.; w Nepalu na wysokości 75–455 m n.p.m., w Azji Południowo-Wschodniej – do 1280 m n.p.m.
Trerony grubodziobe prowadzą osiadły tryb życia. Przemieszczają się jedynie na skalę lokalną i w odpowiedzi na dostępność pożywienia. Są przede wszystkim owocożerne, prawdopodobnie najchętniej zjadają owoce morwowatych (Moraceae). Zwykle żerują w grupach złożonych z 10–40 osobników. Pożywienia szukają przeważnie od podszytu po korony drzew, choć czasami schodzą na ziemię po dzikie poziomki i inne owoce runa. Wykorzystują również uprawy ryżu i prosa.

### Lęgi
Okres lęgowy w północno-wschodnich Indiach trwa od końca marca do sierpnia; szczyt aktywności lęgowej przypada na maj. Na Sumatrze obserwowano budowę gniazda w styczniu. W Malezji gniazda z jajami znajdowano w styczniu, pod koniec lutego i w czerwcu. Gniazdo stanowi dość luźna platforma z patyków umieszczona w rozwidleniu gałęzi lub wśród bambusów. W budowie uczestniczą obydwa ptaki z pary. Czasami gniazda poszczególnych par mogą znajdować się kilka metrów od siebie. Zniesienie składa się z 2 jaj o białej skorupie. Wysiadywanie trwa blisko 14 dni.

## Status i zagrożenia
IUCN uznaje trerona grubodziobego za gatunek najmniejszej troski (LC, Least Concern) nieprzerwanie od 1988 (stan w 2022). Liczebność światowej populacji nie została oszacowana, ale ptak ten opisywany jest jako zazwyczaj pospolity lub bardzo liczny. BirdLife International uznaje trend liczebności populacji za spadkowy ze względu na utratę siedlisk.